# 11282 Hanakusa
11282 Hanakusa (1989 UY2) là một tiểu hành tinh vành đai chính được phát hiện ngày 30 tháng 10 năm 1989 bởi K. Endate và K. Watanabe ở Kitami.